# Воскресенский Новоиерусалимский монастырь (Казань)
Казанский Воскресенский Новоиерусалимский мужской монастырь (Архиерейское подворье) был основан в 1665 году казанским митрополитом Лаврентием II, современником патриарха Никона (устроившего одноимённый Воскресенский Новоиерусалимский монастырь как образ Палестины на реке Истре, переименованной им в Иордан, под Москвой). Несомненно, что митрополит Лаврентий был вдохновлён грандиозным комплексом на Истре.
Казанский Новый Иерусалим расположен в 7 км от центра города, «в дачах деревни Горки» (сейчас Приволжский район Казани) на горе над озером Средний Кабан, также принадлежавшем монастырю. Возможно, монастырь изначально был основан как загородная резиденция казанских архиереев взамен обветшавшего Архиерейского дома, построенного ещё в XVI веке в Казанском кремле первосвятителем казанским Гурием.

## История

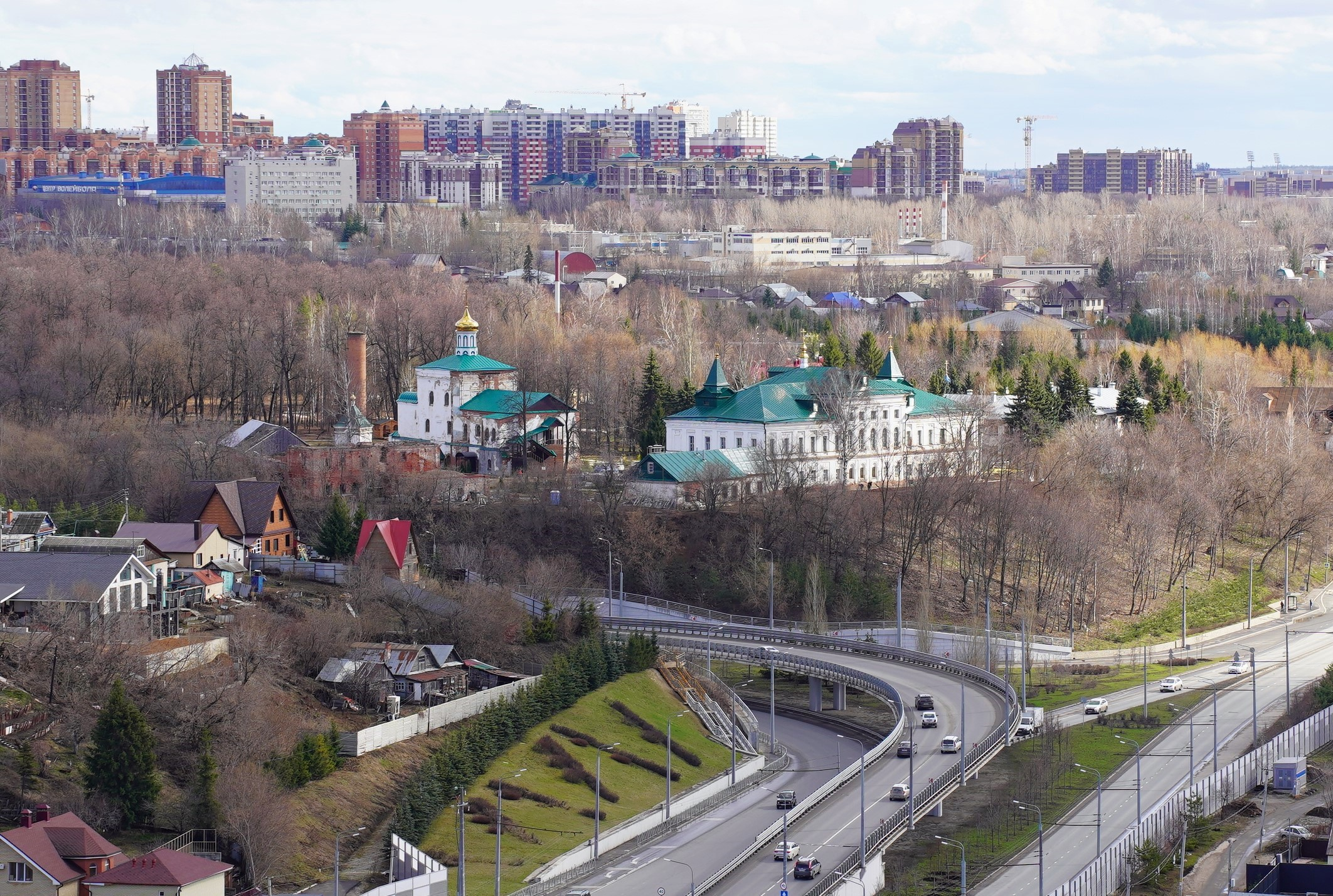
Вид на Воскресенский Новоиерусалимский монастырь

### XVII век
Об истории монастыря в XVII веке известно немного, дореволюционные источники начинают подробную летопись монастыря с начала XVIII века. Возможно Казанский Новоиерусалимский монастырь был основан по благословению патриарха Никона, о чём есть историческое свидетельство. Так, в период раскола в русской церкви известный сторонник старых обрядов «подьяк» (бывший патриарший ипподьякон) Феодор Трофимов, вызванный на разбирательство из сибирской ссылки на собор в Москву, представил челобитную царю Алексею Михайловичу, где писал о казанском митрополите Лаврентии и Воскресенском монастыре:
«И в нынешнем, государь, во 7174 (1665/66) году, октября в первый день по указу государя волокся я, нищий, к Москве из Сибири за приставом. И в Казани будучи, бродил я, нищий, к митрополиту Лаврентию для милостыни. … А в то время он, Лаврентий, воссел на колесницу позлащенну, а перед ним неведомо какого чину старец, и сказали, что ехал он к празднику служить. А сказали тутошние люди: прежние де власти к праздникам на колеснице не езживали, ходили с кресты. …Камилавка и клобук на нём не по-старому… рукою осеняет странно некако, а то есть гордость и старому преданию нарушение. … у того митрополита Лаврентия от келий сделаны переходы на столпах каменных до соборные церкви… А ему ж приказал Никон строить таков же новый Ерусалим, и он строит деревянный тем же образом, и быть де ему в том Ерусалиме патриархом… и те его каменные переходы и светлица с чердаком явная гордость к царской державе и высости, потому что прежние пастыри переходов каменных и деревянных к соборной церкви не делывали. Он же митрополит поставил у себя над поварнею светлицу, а перед ней сделал чердак тесовый, а на нём поставил крест Христов и то явно ругательство кресту Христову».
Как видно из челобитной, первые строения в монастыре были деревянными, но уже в 1698 году, в правление казанского митрополита Маркелла, главный собор в честь Обновления Храма Воскресения Христова был возведен в камне. Однокупольный собор в стиле русского барокко был украшен великолепным убранством фасадов: узорными наличниками окон, полуколоннами по углам, пространной трапезной и открытыми галереями с лесенками. Своим обликом храм напоминал главный храм казанского Кизического монастыря, возведенный в тот же период. Пятиярусная колокольня монастырского собора напоминала один из красивейших храмов Москвы — церковь Покрова в Филях.

### XVIII век
Большая часть построек монастыря была возведена в период правления митрополита Тихона, занимавшего казанскую кафедру с 1699 по 1724 год. В 1704 году была выстроена надвратная церковь во имя святителя Тихона Амафунтского (небесного покровителя митрополита Тихона, в 1905 году храм был вновь освящён во имя святителя Тихона Задонского. Возможно, владыка Тихон построил бы ещё больше в Воскресенском монастыре, однако его деятельность была прервана указом Петра I от 1722 года, которым по всей стране категорически воспрещалось строить каменные строения, кроме новой столицы — Санкт-Петербурга. Историк Иван Покровский считает, что главной причиной, заставившей казанских архиереев заняться обустройством загородной резиденции, были постоянные пожары в Казани второй половины XVII — ْXVIII века. После пожара 1742 года по донесению архиепископа Луки (Конашевича) казанский Новый Иерусалим оказался единственным местом, где казанский архиерей мог поселиться со своим штатом, не покидая города.
Небольшое историческое свидетельство о Воскресенском монастыре, названном в источнике «дачей», в XVIII веке имеется в воспоминаниях академика Жозефа Делиля, который посетил Казань по дороге из Сибири, где он наблюдал солнечное затмение: «Вид града издали прекрасен, потому что в нём есть большие и высокие колокольни и другие каменные здания, но за исключением их место оказывается предрянным. Что мне более всего понравилось, так это мое знакомство с архиепископом Лукой, он весьма хорошо говорит по-латыни, был в Петербурге при кадетском корпусе и очень любит науки. В Казани он основал академию или гимназию и заботится о процветании её, насколько это возможно. По приглашению его я отправился туда и был удивлён, видя во всех классах до богословия и риторики по 2-3 студента, которые приветствовали меня речами, произнесёнными по памяти по-латыни и по-русски. Когда мне были надобности, то архиепископ посылал свою карету в 6 лошадей с двумя денщиками для разъездов по городу и окрестностям. Он приглашал меня осмотреть его церковь, когда сам отправлял в ней торжественное богослужение (4 октября) в память первого архиепископа этого города. Из сановников, сопровождавших его до архиерейских палат, он одних нас оставил обедать, а для окончания этого дня повёз вечером на свою дачу, чрезвычайно приятную, где нас встретили залпом из 9 пушек».
Дальнейшим расцветом и самим своим существованием монастырь обязан казанскому митрополиту Вениамину Пуцек-Григоровичу, пребывавшему на казанской кафедре с 1762 по 1782 год. Во время его правления императрица Екатерина II в 1764 году провела секуляризацию церковных земель, в итоге которой сотни монастырей в России, в том числе 27 в Казанской епархии, включая Воскресенский Новоиерусалимский, подлежали упразднению. Монастырь удалось сохранить благодаря стечению обстоятельств: после осады Казани Емельяном Пугачёвым в 1774 году владыка Вениамин был по ложному навету оклеветан, осуждён как якобы сочувствовавший Пугачеву и провёл несколько лет в казанском остроге. Впоследствии владыку полностью оправдали. Императрица ознакомилась с делом, которое вёл председатель следственной комиссии генерал П. С. Потёмкин (троюродный брат светлейшего князя Григория Потёмкина-Таврического), повелела указом Синоду Вениамина «именовать митрополитом казанским и носить белый клобук» и направила казанскому владыке письмо: «Преосвященный Вениамин, митрополит казанский! По приезде моем в Москву первым попечением было для меня рассмотреть дела бездельника Аристова, и узнала я к крайнему моему удовольствию, что невинность вашего преосвященства совершенно открылась. Покройте почтенную вашу главу сим отличным знаком чести, да будет он для всякого всегдашним напоминанием торжествующей добродетели вашей; позабудьте прискорбие и печаль, кои вас уязвили; припишите судьбе Божией, благоволившей вас прославить по несчастных и смутных обстоятельствах тамошнего края; принесите молитвы Господу Богу; а я с отличным доброжелательством есмь Екатерина». Желая загладить свою вину, Екатерина II в 1781 году даровала ему упразднённый Воскресенский монастырь под загородную резиденцию, а также пожертвовала большие суммы на его благоустройство, значительная часть которых пошла на восстановление сгоревших при пугачёвском бунте зданий семинарии.
Таким образом Воскресенский монастырь избежал упразднения, в нём была фактически возрождена монашеская жизнь, хотя вплоть до переворота 1917 года Новый Иерусалим существовал в статусе архиерейского подворья или «архиерейской дачи», как его чаще называли в Казани. Тогда же по проекту архитектора Варфоломея Растрелли под руководством казанского зодчего Василия Кафтырева «на Высочайше пожалованные суммы» в стиле барокко были выстроены архиерейские палаты с домовым храмом в честь Вознесения Христова, расположенным в центральной, выступающей от линии фасада, части здания. В архиерейском корпусе размещались также братские кельи и кладовые помещения. В помещениях первого этажа сохранились первоначальные сводчатые перекрытия, а в южном крыле одностолпная сводчатая палата, характерная для допетровского зодчества, что позволило искусствоведу В. Фехнер сделать предположение, что в корпус архиерейского дворца было включено более древнее строение. В монастыре были выстроены или капитально отреставрированы также каменный флигель, занятый кухней и трапезной; ещё один флигель, в котором помещалась церковно-приходская школа и службы, и пристроенный к нему небольшой двухэтажный корпус, занятый братскими кельями.
В восточной части монастыря был разбит регулярный сад с аллеями лип, лиственниц и голубых елей в стиле екатерининской эпохи, придавшему монастырю сходство с дворцовыми комплексами под Петербургом. Аллеи сада заложили таким образом, чтобы рядами деревьев складывались инициалы Спасителя — ИХ, то есть Иисус Христос. До настоящего времени сохранилась и самая старая в Татарстане веймутова сосна в три обхвата высотой 29 м, посаженная ещё при митрополите Вениамине в 1767 году.
В дальнейшем вплоть до начала XX века все казанские архиереи жили в Воскресенском монастыре, а приезжая служить в кафедральном Благовещенском соборе Казанского кремля, останавливались в кремлёвском Спасо-Преображенском монастыре.

### XIX век
Монастырю также были пожалованы угодья и к концу XIX века монастырь имел в собственности: 1) при загородном доме сад; 2) при том же доме земля с лесом в количестве 406 десятин 2366 кв. саж.; 3) пахотная земля в лесной даче «Гари», в количестве 30 десятин; 4) земля, называемая «Гривкой», между дачами деревень Горки и Аметьевской, в количестве 10 десятин 170 саж.; 5) в г. Казани на Рыбнорядской улице каменная лавка; 6) озера Ближний и Дальний Кабан; 7) озеро в 52 десятин 855 кв. саж., с 15 десятинами 200 саж. земли при нём, при с. Тарлашах, Казанского уезда; 8) «Красное озеро» с другими близ его находящимися озёрами и источниками в Спасском уезде; 9) мукомольная вальцовая мельница на р. Казанке при с. Савинове; 10) подворье в Москве, в Ветошном ряду, состоящее из каменного трехэтажного дома.
Вблизи монастыря в XIX веке были найдены остатки древнего булгарского или татарского городища.
В 1829 году усердием архиепископа казанского (1828—1836) Филарета, впоследствии киевского митрополита, ныне причисленного к лику святых, была произведена капитальная реставрация всех монастырских строений.
В конце XIX века в Казанском Кремле был восстановлен архиерейский дом, а Воскресенский новоиерусалимский монастырь стал летней резиденцией казанских архиереев.

### XX век
В нач. XX века Казанский Новый Иерусалим стал местом пребывания преподобного старца Гавриила (Зырянова), незадолго до перевода в казанскую Седмиезерную пустынь несшего послушание казначея монастыря (1883 год). Известно, что в нач. XX в. монастырь посещал Лев Толстой и святой праведный Иоанн Кронштадтский. В 1905 году экономом монастыря стал будущий настоятель Зилантова Успенского монастыря преподобномученик Сергий (позднее расстрелянный большевиками).
После 1917 года Воскресенский монастырь был закрыт одним из первых среди других казанских монастырей.
Архив Воскресенского монастыря был полностью уничтожен в первые годы советской власти, поэтому многие страницы истории монастыря восстановить уже невозможно. В 1928 году о гибели архива писал профессор И.М. Покровский: «(…) Погиб ценнейший и старейший казанский архив загородного Архиерейского дома, приведенный мною в полный порядок в начале XX ст(олетия), когда я писал свою докторскую диссертацию в бытность профессором академии. Когда до меня дошел слух об опасности, грозившей этому архиву, и когда мы с только что назначенным управляющим Губархива бросились в загородный Архиерейский дом, то по озеру Кабан нам встретились только обгоревшие листы бумаги, разнесенные по льду (дело было в феврале или марте 1919 г.). Архив накануне нашей поездки был сожжен дотла. (…)» Полностью заявление И. М. Покровского дано в исследовании Р. Садыковой
В 1920 годы все здания и территория монастыря были переданы Казанской опытной сельскохозяйственной станции. Часть бывших владений монастыря до сих пор находятся в собственности НИИ «Нива». Колокольня Воскресенского собора была снесена. В 1949 году Воскресенский собор был переделан под жилье работников станции. В Воскресенском соборе помимо перепланировки и надстройки было сбито все каменное узорчье храма, наличники, полуколонны. Сохранились только алтарные апсиды и сводчатые потолки внутри храма. Братский корпус XVII века без кровли превратился в руины.

### XXI век
Рядом с Воскресенским собором издревле хоронили известных горожан и духовных лиц и до недавнего времени сохранялась деревянная кладбищенская часовня середины XIX века. В 2009 году эта часовня сгорела, несмотря на то, что памятник находился на охраняемой НИИ Нива территории. За несколько лет до этого в НИИ горело здание Воскресенского собора.
Весной 2012 г. три здания Казанского Нового Иерусалима были переданы Русской Православной Церкви. За 6 месяцев была произведена постройка нового иконостаса в храме св. Тихона Амафунтского. с 30 ноября 2012 г. в Казанском Новом Иерусалиме регулярно служится Божественная Литургия. С 2013 г. настоятель Новоиерусалимского Архиерейского подворья — о. Роман (Модин) - доцент кафедры исламоведения Казанской духовной семинарии, председатель Епархиального отдела по работе с медицинскими учреждениями и духовник Свято-Никольского Сестричества г. Казани. На территории подворья сложился приход, у которого есть страница в социальной сети ВКонтакте. Храм Тихона Амафунтского заново освящен в честь иконы Пресвятой Богородицы «Иверская». 13 февраля 2013 г. на собор Воскресения Христова установлен купол. В мае 2013 г. начаты ремонтные работы по восстановлению собора Воскресения Христова. 16 апреля 2018 г. на Пасху в соборе Воскресения Христова состоялась первая Божественная Литургия. Осенью 2018 г. силами прихожан была восстановлена и открыта трапезная, начала работу детская воскресная школа. В 2019 году началась разработка проекта реставрации монашеских келий архиерейского подворья.